# Ichneumon lautatorius
Ichneumon lautatorius är en stekelart som beskrevs av Desvignes 1856. Ichneumon lautatorius ingår i släktet Ichneumon och familjen brokparasitsteklar. Inga underarter finns listade i Catalogue of Life.